# آقو فیچاقا
آقو فیچاقا (به اسپانیایی: Aqhu Phichaqa) یک کوه در پرو است که در Peru, Cusco Region واقع شده‌است. آقو فیچاقا ۴٬۸۰۰ متر بالاتر از سطح دریا واقع شده‌است.